# Чёрный Дрин
Чёрный Дрин (макед. Црн Дрим, алб. Drini i Zi) — река в Северной Македонии и Албании, вытекает из Охридского озера у северомакедонского города Струга и сливается с Белым Дрином, близ албанского города Кукес, образуя реку Дрин.

## Гидрография

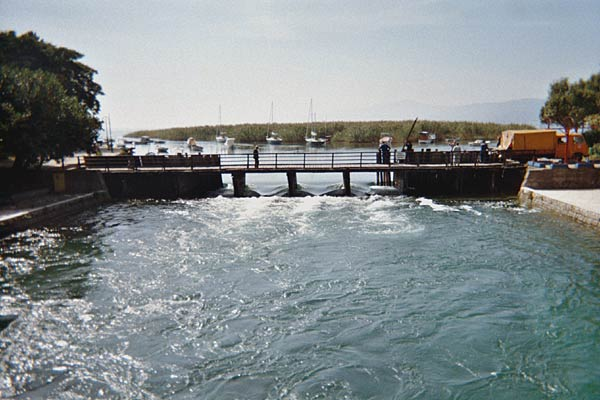
Исток Чёрного Дрина, город Струга

Река вытекает из Охридского озера на высоте 695 м и является единственной рекой, вытекающей из этого озера. На территории Северной Македонии на реке имеются 2 больших водохранилища Глобовице и Спиле, образовавшихся благодаря плотинам и ГЭС на реке. Спиле у города Дебар переходит в Дебарское озеро, в которое впадает основной приток Чёрного Дрина — река Радика. После плотины Чёрный Дрин на протяжении нескольких километров образует государственную границу между Северной Македонией и Албанией, после чего течёт по албанским областям Кукес и Дибра. Генеральное направление течения — север.
В бассейне реки находится озеро Преспа.

### Основные притоки
- Левые: Сатеска[4], Зеркяни[3], Мурра[3], Сета[3], Мола-а-Люрес[3];
- Правые: Ябланска[4], Пешкопия[3] (возле города Пешкопия), Кастриоти[3], Грома[3], Влешица[3], Скавица[3].